# Лешниця (Ново Место)
Лешниця (словен. Lešnica) — поселення в общині Ново Место, регіон Південно-Східна Словенія, Словенія.